# NGC 2353
NGC 2353 é um aglomerado aberto na direção da constelação de Monoceros. O objeto foi descoberto pelo astrônomo William Herschel em 1785, usando um telescópio refletor com abertura de 18,6 polegadas. Devido a sua moderada magnitude aparente (+7,1), é visível apenas com telescópios amadores ou com equipamentos superiores. 